# Marcus Miller
Pour les articles homonymes, voir Miller.
 (novembre 2018).
William Henry Marcus Miller, Jr., né à Brooklyn (États-Unis, New York) le 14 juin 1959, est un compositeur et bassiste de jazz fusion.
Il se définit lui-même comme un bassiste « funk avec une immense connaissance du jazz » (North Sea Jazz Cruise, Patrick Savey). Multi-instrumentiste, il joue d'abord de la clarinette avant de se consacrer particulièrement à la basse, et jouer aussi de la clarinette basse. Sa carrière décolle lors de ses fructueuses collaborations avec Miles Davis (en naîtra dans les années 1980 l'enregistrement Tutu). Il a également travaillé sur l'album Zoolook de Jean Michel Jarre en 1984.
Techniquement, il se distingue par sa grande maîtrise des techniques complexes comme le slap.

## Biographie
Le père de Marcus Miller jouait du piano et de l'orgue à l'église, et il a appris à son fils à jouer de ces instruments. À environ dix ans, le jeune Marcus apprend à jouer de la clarinette. Son apprentissage de la guitare basse commence peu après, alors qu'il a douze ans. Il en apprend les rudiments seul en appliquant à cet instrument les connaissances théoriques acquises lors de son approche de la clarinette. Il a déjà à cette époque l'ambition de devenir un musicien professionnel. Vers l'âge de 22 ans, il commence à créer un style qui lui est propre. Sa carrière commence peu après grâce à Miles Davis.
En 1987, il participe à l'album Nougayork de Claude Nougaro, en tant que sideman. En 1994 il produit l'album Tenderness d'Al Jarreau enregistré live en studio et pour lequel collaborent Paulinho Da Costa, Steve Gadd, Joe Sample, Eric Gale ou encore David Sanborn.
En 1996, il apparaît comme producteur d'une des chansons du dernier album studio enregistré par France Gall, France : La Minute de silence, qu'il teinte de blues. Il travaille également avec Aretha Franklin sur l'album Jump To It et avec Luther Vandross sur plusieurs de ses albums.
En 2008 il enregistre un album avec Stanley Clarke et Victor Wooten (deux autres grands bassistes) nommé SMV Thunder.

### Hommage à son père
Marcus Miller rend hommage à son père (William H) lors de la tournée portant sur son album Laid Black à sortir en juin 2018. Il est issu d'une famille imprégnée dans la musique. Son père avait comme ambition de devenir un musicien de classique et son oncle fut un célèbre musicien de piano qui collabora avec Miles Davis. Cette ambition de devenir musicien professionnel de classique fut mise de côté à la suite de la rencontre avec la mère de Marcus Miller, avec qui il eut deux garçons. Il fit alors le choix de se consacrer à sa famille et de trouver un travail pérenne de conducteur de bus puis de métro afin de la soutenir et de veiller à l'éducation de ses enfants. Marcus Miller assure que sa carrière n'est que la continuation du rêve de son père qui été quelqu'un de très influent sur sa vie d'artiste et d'homme. Il était présent lors de son début de collaboration avec la légende Miles Davis lors d'un concert à Toronto. Marcus Miller dit l'avoir senti très fier à cette occasion, tant cela représentait une sorte d'accomplissement pour lui et son père, et probablement encore plus pour ce dernier.
Son père disparaît en mars 2018, alors âgé de 92 ans. La chanson Preacher's Kid (Song for William H) figurant sur son album Afrodeezia est un hommage à ce dernier qui était maître de chœur et joueur d'orgue à l'église. Cet album obtient une nomination aux Grammy Awards en 2016.

## Instruments
Depuis ses débuts, Marcus Miller joue essentiellement sur une Fender Jazz Bass de 1977, de couleur naturelle et avec touche érable, et customisée par l'apport d'un préampli actif Bartolini 2 bandes et d'un chevalet BadAss II. Il utilise des cordes Dunlop.
Depuis 2015, le constructeur de guitares Sire commercialise des basses sous la marque Marcus Miller.

## Discographie

### Période solo (de 1982 à aujourd'hui)
- 1983 - Suddenly
- 1984 - Marcus Miller
- 1993 - The Sun Don't Lie
- 1995 - Tales
- 1998 - Live & More (en)
- 2000 - Best Of '82-'96
- 2001 - M² (en)
- 2001 - DVD (in concert 1993)
- 2002 - the Ozell Tapes (en)
- 2004 - Panther/Live 1993
- 2005 - Silver Rain (en)
- 2005 - DVD Master Of All Trades
- 2006 - Power - The Essential Of Marcus
- 2007 - Free (en)
- 2008 - Marcus (en) (album Free version US avec 4 inédits)
- 2008 - Thunder (groupe SMV)
- 2010 - A Night in Monte-Carlo Live-2009
- 2011 - Tutu Revisited Live-2009
- 2012 - Renaissance
- 2015 - Afrodeezia
- 2018 - Laid Black (en)

### «Période David Sanborn» (1975-2000)
- 1980 - Hideaway
- 1980 - Voyeur
- 1981 - As We Speak
- 1982 - Backstreet
- 1984 - Straight to the Heart
- 1987 - Change Of Heart
- 1988 - Close-Up
- 1991 - Another Hand
- 1992 - Upfront
- 1994 - Hearsay
- 1995 - Pearls
- 1995 - Love Songs (en)
- 1996 - Songs from the Night Before
- 1999 - Inside

### «Période Luther Vandross» (1981-2003)
- 1981 - Never Too Much (en)
- 1982 - Forever, For Always, For Love
- 1983 - Busy Body
- 1985 - The Night I Fell In Love
- 1986 - Give Me The Reason
- 1988 - Any Love
- 1991 - Power of Love
- 1993 - Never Let Me Go
- 1994 - Songs
- 1995 - This is Christmas
- 1996 - Your Secret Love
- 1998 - I Know
- 2000 - Smooth Love
- 2001 - Luther Vandross
- 2002 - Home for Christmas
- 2003 - Dance With My Father

### «Période Miles Davis» (1980-1990)
- 1981 - The Man with the Horn
- 1981 - We Want Miles
- 1982 - Star People
- 1986 - Tutu
- 1987 - Music from Siesta
- 1989 - Amandla

### «Période The Jamaica Boys» (1986-1990)
- 1987 - Self-Titled
- 1989 - J. Boys

### Contributions
- Compositeur de la musique de la série télévisée Tout le monde déteste Chris, il apparaît dans un épisode avec sa basse, pendant moins d'une minute.

#### Clips musicaux
- 1987 : Luther Vandross feat. Gregory Hines: There's Nothing Better Than Love (vidéo musicale - producteur de chansons)
- 1988 : Luther Vandross: She Won't Talk to Me (vidéo musicale - producteur de chansons)
- 1996 : Wayne Shorter: High Life (en) (vidéo musicale - producteur)

#### Au cinéma
1982: Fame (série télévisée) musicien pour Différentes musiques  de la série 
- 1987 : Siesta (producteur musical)
- 1992 : Boomerang (musicien : bande musicale)
- 1994 : Above the Rim (musicien : bande musicale)
- 1997 : Pleins feux sur le président (musicien : bass samples)
- 1998 : L'Arme fatale 4 (Lethal Weapon 4, compositeur : musique additionnelle)
- 2000 : Un homme à femmes (The Ladies Man, musicien : bande musicale)
- 2001 : The Trumpet of the Swan (en) (musicien : bande musicale)
- 2002 : Au service de Sara (Serving Sara, musicien : bande musicale)
- 2003 : Président par accident (Head of State, musicien : bande musicale)
- 2003 : Deliver Us from Eva (musicien : bande musicale)
- 2004 : Breakin' All the Rules (en) (musicien : bande musicale)
- 2005 : Un plan béton (King's Ransom, musicien : bande musicale)
- 2005 : Strangers with Candy (compositeur : production company cues - musicien : production company cues)
- 2007 : Je crois que j'aime ma femme (I Think I Love My Wife , musicien : bande musicale)
- 2008 : Le Gospel du bagne (First Sunday, compositeur : générique et thème)
- 2011 : American Hot'lidays (Mardi Gras: Spring Break, musicien : bande musicale)
- 2012 : We Made This Movie (compositeur : production company cues - musicien : production company cues)
- 2014 : About Last Night (musicien : bande musicale)
- 2016 : The Fundamentals of Caring (compositeur : production company cues - musicien : production company cues)
- 2017 : Marshall (musicien)
- 2023 : Noël à Candy Cane Lane (Candy Cane Lane)

## Distinctions

### Récompenses
- 2010 : Victoires du jazz : victoire d'honneur

### Décorations
- Officier de l'ordre du Mérite culturel de Monaco[4]